# Schellenberg
Schellenberg är en ort och kommun i norra Liechtenstein med 1 067 invånare.